# Rodrigo Roncero
Rodrigo Roncero (Buenos Aires, 16 de febrero de 1977) es un exjugador argentino de rugby que se desempeñó como pilar. Fue elegido el mejor pilar izquierdo que haya jugado la Copa Mundial de Rugby por la World Rugby en junio de 2015.

## Biografía
Su último partido con la camiseta de la Selección Nacional de Rugby de Argentina fue el 6 de octubre de 2012, contra Australia en el Rugby Championship 2012.
"El domingo arranca una etapa nueva, sin prácticas de scrum“, agregó entre risas. “El ciclo termina acá. No hay nada más lindo que despedirme en mi país y con mi gente".Roncero también fundó un club de rugby en Mayor Buratovich, el día 18/8/2012 al cual se lo conoce como club de rugby"LOS DOGOS" villano que cuenta con más de 70 chicos y adultos de 6 a 45 años de edad. 

### Selección nacional
Su debut internacional con la Selección Argentina de Rugby, fue el 15 de septiembre de 1998 frente a Japón. Se despidió de la selección contra Australia por el último partido del Rugby Championship 2012.
También fue elegido en 2012 por la UAR como el mejor pilar de la historia de la Selección de rugby de Argentina.

### Participaciones en Copas del Mundo
Rodrigo jugó la Copa Mundial de Australia 2003 donde los Pumas no pudieron vencer al XV del trébol en un duelo clave por la clasificación a cuartos de final. En su segundo mundial, en Francia 2007, Argentina venció a Francia en la inauguración del torneo, le seguirían victorias ante Georgia, Namibia e Irlanda para ganar su grupo. En Cuartos de final vencerían a Escocia para hacer historia y llegar por primera vez a la instancia de semifinales donde enfrentaron a los eventuales campeones del mundo, los Springboks, siendo la única derrota en el torneo. Por el tercer puesto Argentina enfrentó nuevamente a Francia donde Los Pumas triunfaron 34-10. Rodrigo jugó su último mundial en Nueva Zelanda 2011, donde Argentina empezaría el mundial cayendo ante Inglaterra 9-13, pero ganaría sus otros tres partidos de grupo ante Rumania, Escocia (en una victoria agónica por 13-12) y Georgia para clasificar a cuartos, donde enfrentaría a los eventuales campeones del mundo, los All Blacks. En un partido memorable, Los Pumas serían derrotados 10-33, siendo el único equipo del torneo que durante 60 minutos del partido complicaron a los neozelandeses.
| Mundial                       | Sede          | Resultado        | PJ | Tries |
| ----------------------------- | ------------- | ---------------- | -- | ----- |
| Copa Mundial de Rugby de 2003 | Australia     | Primera fase     | 4  | 0     |
| Copa Mundial de Rugby de 2007 | Francia       | Tercer puesto    | 7  | 1     |
| Copa Mundial de Rugby de 2011 | Nueva Zelanda | Cuartos de final | 3  | 0     |

## Palmarés
- Campeón del Top 14 de 2006/07.